# Hydroélectricité aux États-Unis

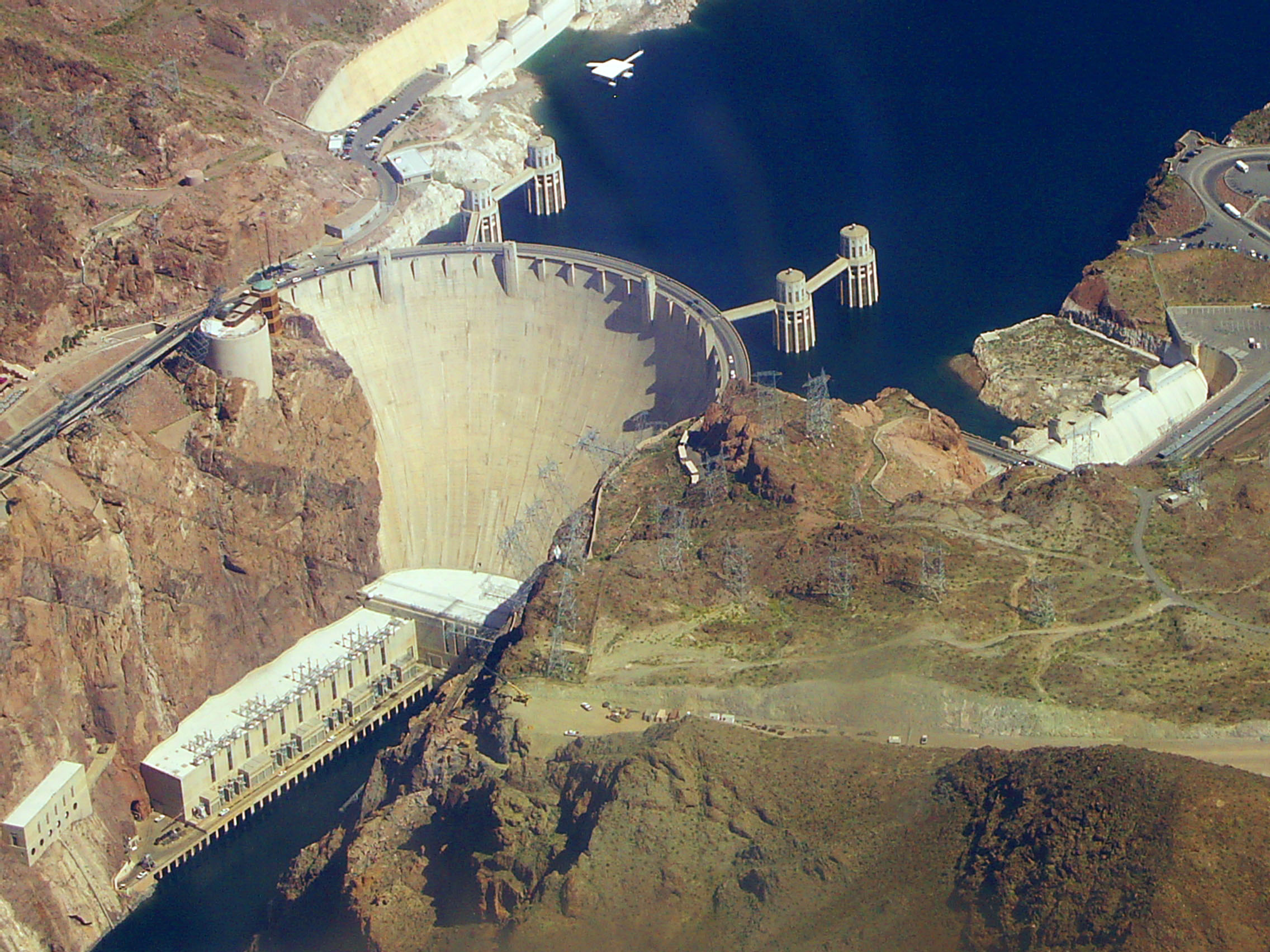
Barrage Hoover, sur le fleuve Colorado, à la frontière entre l'Arizona et le Nevada.

L'hydroélectricité aux États-Unis se situe en 2024 au 4e rang mondial pour sa production (5,3 % de la production mondiale), derrière la Chine (30,4 %), le Brésil (9,1 %) et le Canada (7,7 %). Sa puissance installée la situe au 3e rang avec 7,1 % du total mondial, derrière la Chine et le Brésil. La puissance de ses centrales de pompage-turbinage se situe au 3e rang avec 11,8 % du total mondial, derrière la Chine et le Japon.
Elle a fourni 5,5 % de la production d'électricité du pays en 2024 ; la sécheresse l'a fait reculer de 19,3 % par rapport au pic atteint en 2017. Les États-Unis importent aussi de l'hydroélectricité canadienne, mais ces importations sont en fore baisse.
La première centrale hydroélectrique des États-Unis fut inaugurée en 1882. La grande époque de l'équipement hydroélectrique a commencé lors du New Deal avec la Tennessee Valley Authority, l'équipement de la Columbia et le barrage Hoover sur le Colorado ; elle s'est poursuivie jusqu'au début des années 1990. Il reste encore un potentiel inexploité important, en particulier dans le domaine de la petite hydraulique et pour le pompage-turbinage.

## Potentiel hydroélectrique
Le potentiel hydroélectrique théorique des États-Unis était estimé en 2013 par le Conseil Mondial de l’Énergie à 2 040 TWh/an et son potentiel techniquement exploitable à 1 339 TWh/an ; la part déjà exploitée de ce potentiel technique était en 2011 de 268 TWh/an, soit 20 %, et un rapport de 2006 du Idaho National Laboratory estime le potentiel d'accroissement réaliste est d'au moins 50 %. Le potentiel de la petite hydraulique (< 5 MW) est estimé à 782 TWh/an techniquement exploitables, dont 198 TWh/an économiquement exploitables, pour seulement 10,2 TWh/an exploités en 2008.
Le département de l'Énergie a publié en 2017 un rapport décrivant un programme de développement des capacités hydroélectriques du pays de 102 GW en 2016 à 150 GW en 2050, dont 13 GW par modernisation de centrales existantes ou par l'ajout de centrales hydroélectriques à des barrages ou aménagements hydrauliques existants et 36 GW de nouvelles centrales de pompage-turbinage ; plus de la moitié de cette progression pourrait être réalisée avant 2030. Les États-Unis comptent plus de 80 000 barrages, dont seulement 3 % sont équipés pour la production d'électricité ; équiper les cent sites les plus viables, en particulier ceux qui sont gérés par le US Army Corps of Engineers sur les fleuves Mississippi, Ohio, Alabama et Arkansas pourrait apporter 8 000 MW de puissance additionnelle.
Alors que la croissance des capacités hydroélectriques du pays se limite désormais à de petits projets, le département de l'Énergie estime en 2019 le potentiel non encore exploité à 50 GW, dont 30 GW de pompage-turbinage et 5 GW d'équipement des barrages existants non exploités pour la production d'électricité. La plupart des États se fixent des objectifs de décarbonation et comptent sur l'hydroélectricité pour y contribuer.

## Histoire de l'hydroélectricité aux États-Unis

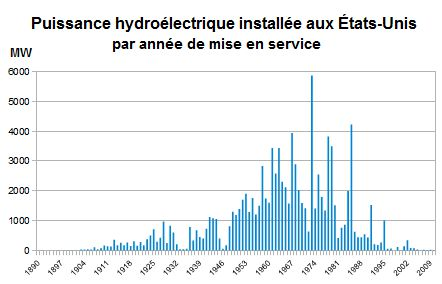
Puissance hydroélectrique installée aux États-Unis chaque année de 1890 à 2012. Source données : U.S. Energy Information Administration.

La première utilisation industrielle de l'hydroélectricité aux États-Unis survint en 1880, lorsque 16 lampes à arc pour l'éclairage public furent allumées à partir d'une turbine à eau à l'usine Wolverine Chair Factory à Grand Rapids, Michigan. La même année, Thomas Edison inventait la lampe à incandescence.
La première centrale hydroélectrique des États-Unis fut inaugurée sur la Fox River près d'Appleton (Wisconsin), le 30 septembre 1882, pour alimenter des moulins à papier.
Les centrales se multiplièrent ensuite, en particulier aux chutes du Niagara en 1895.

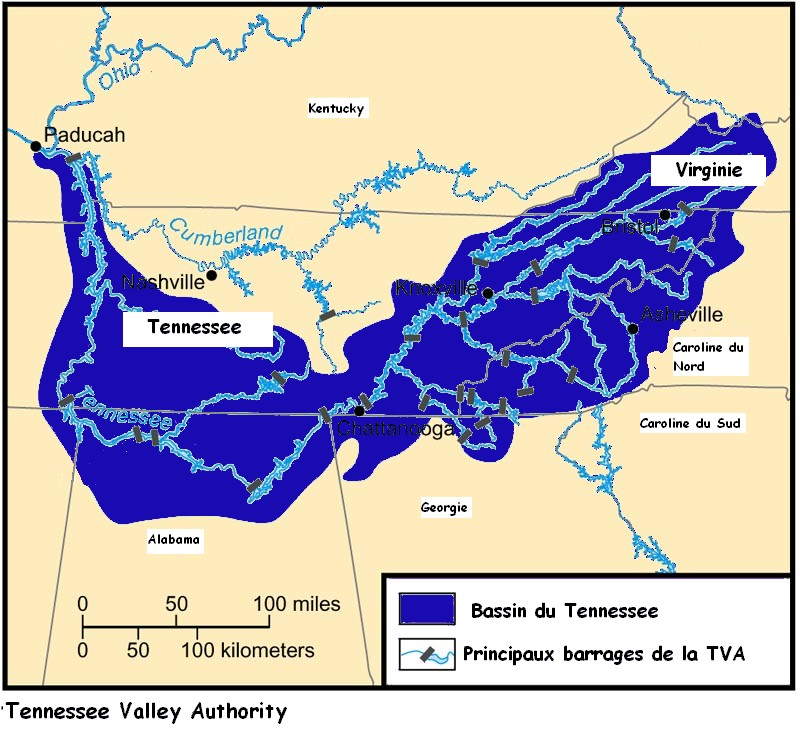
Carte des barrages de la Tennessee Valley Authority.

La Tennessee Valley Authority fut créée en 1933 par le président Franklin Delano Roosevelt, dans le cadre du New Deal. Cette entreprise publique du gouvernement fédéral était chargée de produire de l'électricité, d'assurer la navigabilité du fleuve de façon à attirer les industries (notamment les industries de transformation d'alumine pour l'entreprise Alcoa), restaurer l'équilibre écologique de la vallée du Tennessee, gravement altéré par la déforestation et l'érosion, améliorer la productivité agricole, et sortir la région de sa misère en créant des milliers d'emplois ; son territoire couvre la plus grande partie du Tennessee et des portions de six États voisins. De nombreux barrages hydroélectriques furent construits sur le Tennessee dans les années 1930 et 1940, l'effort de guerre augmentant la demande en énergie. À la fin de la guerre, la TVA était le premier producteur d'électricité du pays. Dans les années 1950 et 1960, la TVA diversifia sa production d'électricité pour faire face à une importante croissance économique dans la vallée : elle construisit des centrales thermiques au charbon, puis des centrales nucléaires : Browns Ferry, Sequoyah et Watts Bar.

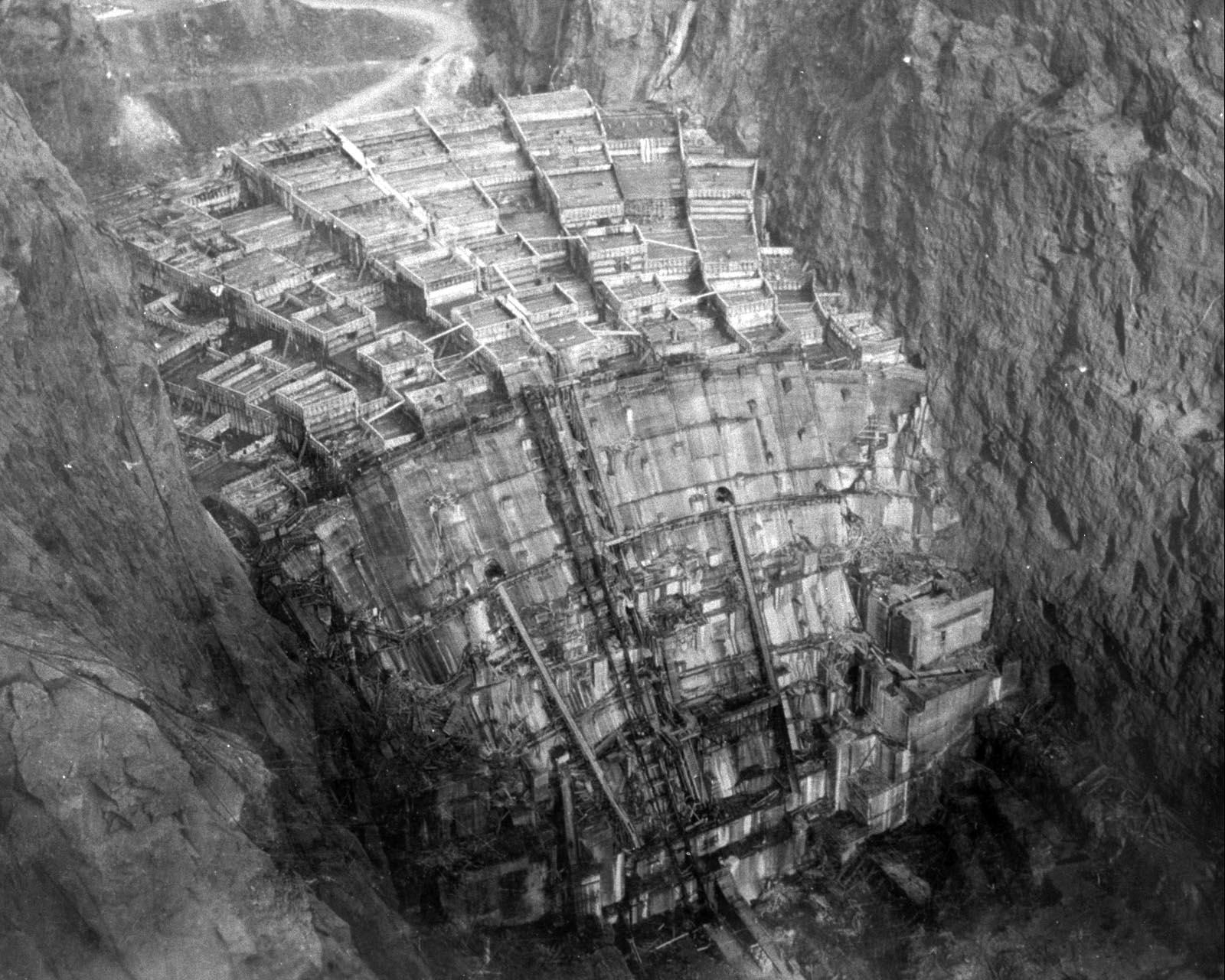
Le barrage Hoover prend forme grâce aux colonnes de béton rectangulaires coulées indépendamment ; photo du 24/02/1934.

Parmi les autres réalisations marquantes de l'époque du New Deal il faut citer le barrage Hoover (en anglais Hoover Dam et anciennement Boulder Dam), barrage voûte/poids construit durant la Grande Dépression sur le fleuve Colorado, près de Boulder City, à la frontière entre l'Arizona et le Nevada. Dès le début du XXe siècle, le Black Canyon et le Boulder Canyon avaient été étudiés pour leur capacité à accueillir un barrage capable de réguler le débit du Colorado, de permettre l'irrigation et de fournir de l'électricité. Le préalable le plus ardu à résoudre fut celui de la répartition des eaux pour l'irrigation : l'accord Colorado River Compact prévoyant la répartition de l'eau entre les sept États concernés fut signé le 24 novembre 1922. En 1928, le Congrès des États-Unis approuva ce projet financé par l'État fédéral à travers le Bureau of Reclamation. Le contrat pour la construction fut accordé à un consortium appelé Six Companies, Inc. (en) qui entama la construction au début de l'année 1931, et la termina en 1936. Sa construction impliqua des milliers d'ouvriers dans des conditions difficiles qui causèrent la mort de 111 d'entre eux. 

Principaux barrages du bassin du Columbia par propriétaire.

L'aménagement hydroélectrique du bassin du fleuve Columbia est le plus important aux États-Unis. Le Columbia possède à lui seul un tiers du potentiel hydroélectrique des États-Unis.
En 1933, le président Franklin Delano Roosevelt signa une loi qui a permis la construction des barrages de Bonneville et de Grand Coulee comme des projets majeurs de travaux publics.
Les inondations de 1948 ont poussé le Congrès américain à passer le Flood Control Act de 1950, autorisant le gouvernement fédéral à construire des barrages supplémentaires et d'autres mécanismes de contrôle des inondations. En 1961, les États-Unis et le Canada ont signé le traité du fleuve Columbia sur la lutte contre les inondations et la maximisation de la production d'électricité en aval.
Aujourd'hui (2008), le cours principal du Columbia compte quatorze barrages, dont trois au Canada et onze aux États-Unis. D'autres barrages sur la Snake et des écluses permettent aux navires et barges venus de l'océan Pacifique d'atteindre Lewiston (Idaho). Le bassin du Columbia dans son ensemble compte plus de 400 barrages pour l'énergie hydroélectrique et l'irrigation.
La puissance installée totale du pays est passée de 56 GW en 1970 à plus de 95 GW en 2008. En 1940, les États-Unis comptaient 3 100 centrales hydroélectriques, mais ce nombre avait chuté à 1 425 centrales en 1980 ; depuis lors, nombre de ces centrales ont été restaurées, portant le décompte à 2 378 centrales en 2008, hors pompage-turbinage.

## Production hydroélectrique

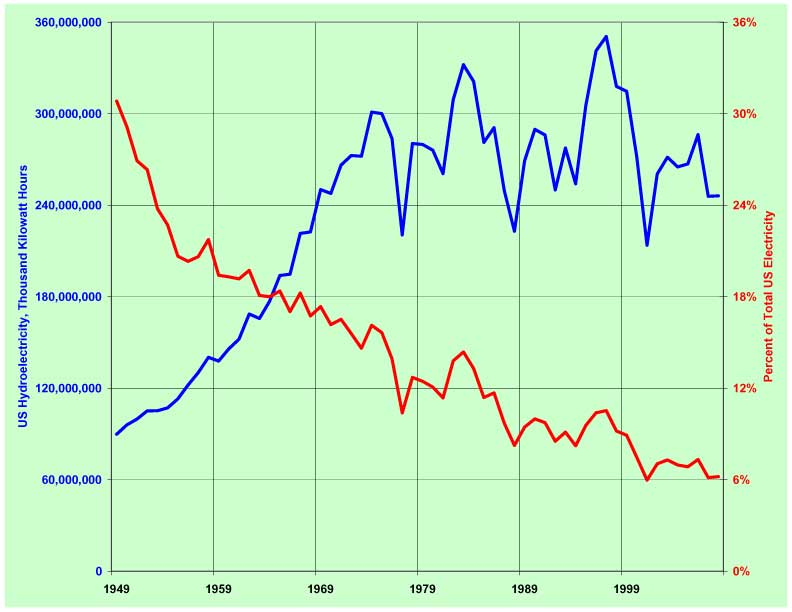
Production hydroélectrique des États-Unis 1995-2008 (MWh - bleu), et sa part dans la production d'électricité (% - rouge).

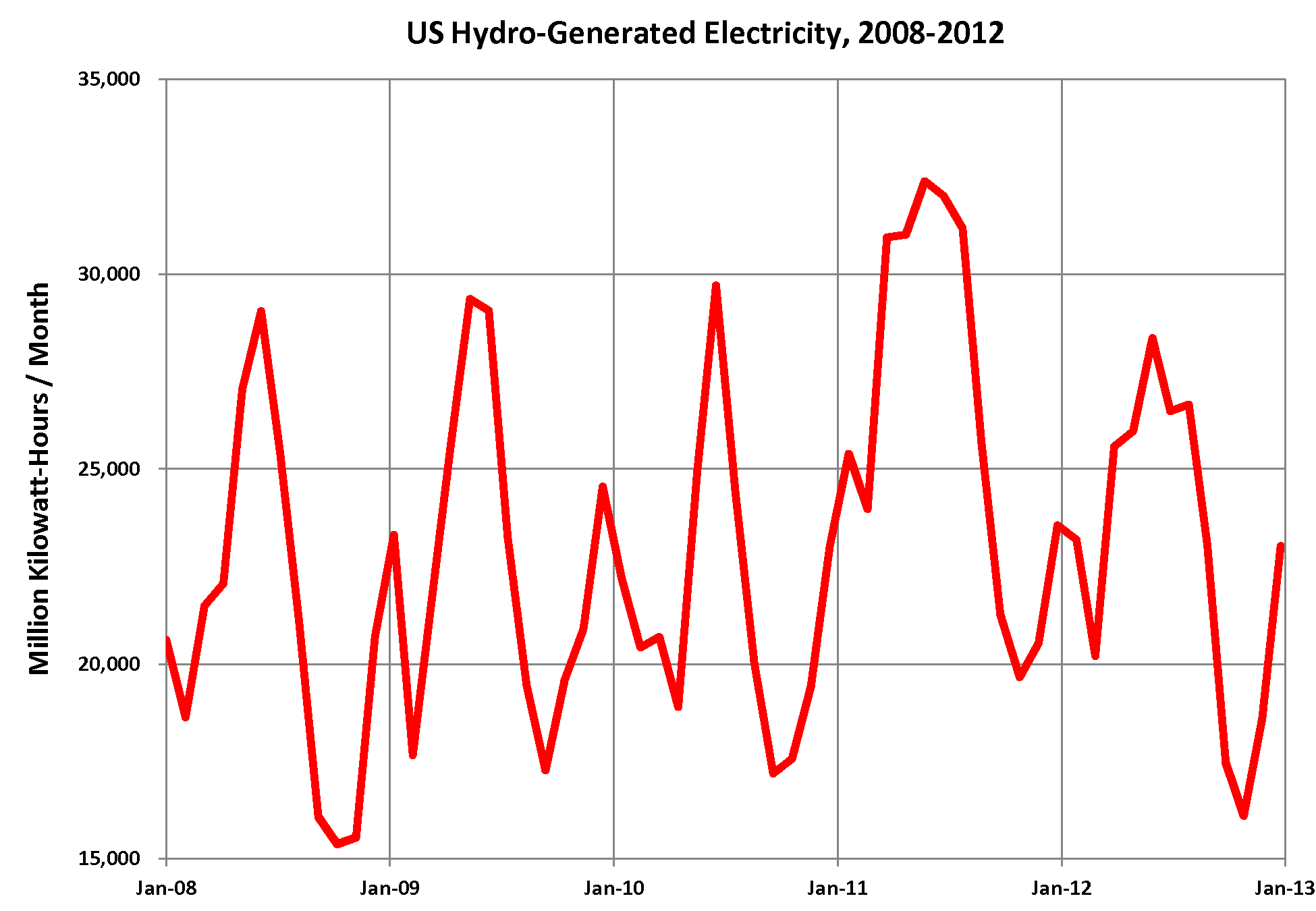
Variations saisonnières de la production hydroélectrique des États-Unis : productions mensuelles en GWh.

La production hydroélectrique conventionnelle des États-Unis s'est élevée à 242,2 TWh en 2024 (hors petite hydraulique), soit 5,5 % de la production d'électricité du pays, dont 5,9 TWh ont été consommés par les centrales de pompage-turbinage. L'année 2024 est marquée par une sècheresse exceptionnelle. Sur les 11 dernières années (2014-2024), la production a fluctué entre 242,2 TWh en 2024 et 300,3 TWh en 2017. La production de 2024 est donc inférieure de 19,3 % à celle de 2017.
Selon l'Association internationale de l'hydroélectricité (IHA), la production de 2024 représentait 5,3 % du total mondial, au 4e rang mondial derrière la Chine (30,4 %), le Brésil (9,1 %) et le Canada (7,7 %).
La production de 2022 représentait 5,9 % du total mondial, au 4e rang mondial derrière la Chine (30,7 %), le Brésil (9,6 %) et le Canada (8,9 %). Celle de 2021 représentait 6,1 % du total mondial, au 4e rang mondial derrière la Chine : 1 340 TWh, le Canada : 377 TWh et le Brésil : 341 TWh. Celle de 2020 représentait 6,7 % du total mondial, au 4e rang mondial derrière la Chine : 1 355 TWh, le Brésil : 409,5 TWh et le Canada : 383 TWh.
Les États-Unis importent aussi de l'électricité canadienne, d'origine hydroélectrique pour l'essentiel : 27,22 TWh en 2024, moins 17,77 TWh d'exportations. Ces importations sont en forte baisse : elles atteignaient 65,17 TWh en 2016 et 57,0 TWh en 2020. La ligne d'interconnexion Appalaches-Maine, approuvée en 2020, devait accroitre ces importations à partir de 2023 en fournissant 9,45 TWh au Massachusetts et 0,5 TWh au Maine.
En 2019, la production de 274 TWh représentait 6,4 % du total mondial, au 4e rang mondial.
Au début de 2018, le Department of Energy a approuvé le projet de ligne de transport d'électricité de Northern Pass qui acheminera sur 192 miles l'hydroélectricité produite par Hydro-Québec vers le New-Hampshire et le reste de la Nouvelle-Angleterre, mais le Comité d'évaluation des sites du New-Hampshire s'y est opposé. Le projet de ligne Manitoba-Minnesota a aussi subi des retards.
En 2016, les importations depuis le Canada s'élevaient à 60 TWh par an en moyenne (importations nettes), soit 1,6 % de la consommation d'électricité des États-Unis. Le potentiel hydroélectrique du Canada permet d'accroître ces importations. Les projets d’interconnexion en cours de développement sont le Champlain Hudson Power Express, ligne en grande partie subaquatique (au fond du lac Champlain, puis du fleuve Hudson) de 1 000 MW depuis la frontière canadienne jusqu'à New York, prévu pour mise en service en 2017, et la Great Northern Transmission Line, ligne de 833 MW reliant l'état du Manitoba au Minnesota. La demande croissante d'énergie renouvelable aux États-Unis suscite le déploiement de nouveaux projets hydroélectriques au Canada, où plus de 3 000 MW sont en construction. Autre projet d’interconnexion : celui de Northern Pass, une ligne à courant continu haute tension entre le Québec et la Nouvelle-Angleterre.
En 2012, le département de l'Énergie prévoit une forte expansion de l'hydroélectricité, car sur les 80 000 barrages que compte le pays, seuls 2 500 sont équipés de générateurs ; la puissance du parc pourrait progresser de 15 % par l'installation de turbines sur 600 barrages existants ; par ailleurs, des projets d'envergure sont en cours, comme le barrage de Watana, en Alaska (600 MW), dont la construction, démarrée en 2011, s'achèvera en 2022.
Une illustration très parlante de l'ampleur des variations hydrologiques est fournie par la sécheresse qui sévit depuis 2011 en Californie et atteignait en septembre 2014 dans 58 % de l'état le niveau « exceptionnel », catégorie la plus élevée de l'échelle de sécheresse : la production hydroélectrique, qui représente en moyenne 20 % de la production totale au 1er semestre sur les 10 années précédentes, est tombée à 10 % au 1er semestre 2014, et la consommation de gaz naturel dans les centrales électriques a augmenté de 16 % pour compenser ce déficit.

## Puissance installée

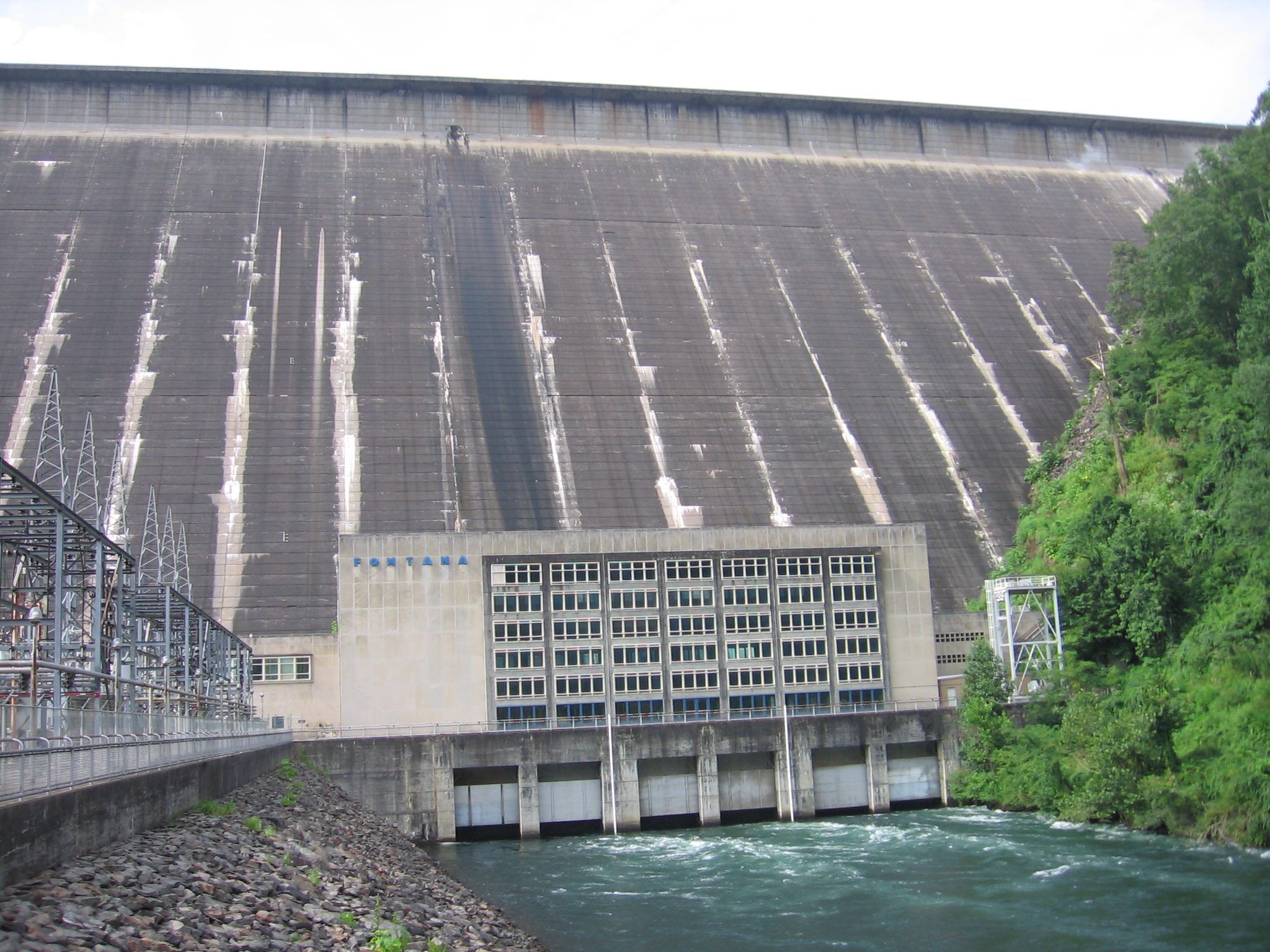
Fontana Dam, en Caroline du Nord, construit par la Tennessee Valley Authority sous Franklin Roosevelt, dans les années 1930.

La puissance installée des centrales hydroélectriques des États-Unis atteignait 102 096 MW fin 2024, soit 7,1 % du total mondial ; c'est le 3e parc hydroélectrique au monde, après celui de la Chine (435 950 MW) et celui du Brésil (109 982 MW) ; sur ce total, les centrales de pompage-turbinage représentent 22 266 MW. En 2024, 216 MW ont été mis en service, dont 96 MW de pompage-turbinage.
En 2022, 96 MW ont été mis en service. En 2021, 172 MW ont été mis en service, dont 70 MW d'augmentation de la puissance de la centrale de pompage-turbinage de Bad Creek en Caroline du sud. Les mises en service de 2020 ont été faibles : 24 MW.
Les États-Unis ont mis en service 141 MW au cours de l'année 2018. Ils avaient mis en service 283 MW en 2017 et 379 MW en 2016.
En 2017, plusieurs projets de suréquipement ont ajouté 140 MW à des centrales existantes et 139 MW de capacités de pompage-turbinage ont été ajoutées aux centrales de Northfield Mountain au Massachusetts et de Ludington au Michigan. Selon le Department of Energy (DOE), 50 GW pourraient être ajoutés d'ici 2050, dont 6,3 GW de suréquipements et optimisations, 4,8 GW par l'équipement en turbines de barrages existants non producteurs d'électricité, 1,7 GW par des groupes immergés et 35 GW en pompage-turbinage. La Chambre des Représentants a voté deux lois promouvant les projets de pompage-turbinage et ceux d'addition de turbine à des barrages non encore équipés (barrages d'irrigation ou d'approvisionnement en eau potable) avec un budget de deux milliards de dollars.
Fin 2015, 223 projets étaient inscrits auprès de la Commission Fédérale de Régulation de l'Énergie (Federal Energy Regulatory Commission - FERC), avec une puissance installée totale de 23 981 MW. American Municipal Power construit une série de nouveaux aménagements sur la rivière Ohio : quatre centrales au fil de l'eau totalisant 296 MW dont la mise en service est attendue fin 2016, dont celle de Meldahl (105 MW) qui sera la plus puissante sur l'Ohio ; la compagnie publique Consumers Energy investit huit cents millions de dollars dans la rénovation de la centrale de pompage-turbinage de Ludington au Michigan afin d'accroître sa production de 15 % ; sa puissance passera de 1 872 MW à 2 172 MW.
Le secteur hydroélectrique aux États-Unis employait 200 à 300 000 travailleurs dans 2500 entreprises en 2009 ; selon la FERC, 71 % des 1 650 centrales non-fédérales ont moins de 5 MW ; une étude de la National Hydropower Association (NHA) conclut qu'en utilisant les ressources inexploitées, les États-Unis pourraient ajouter 60 000 MW d'ici 2025, créant potentiellement près de 700 000 emplois pendant la construction.

## Répartition géographique

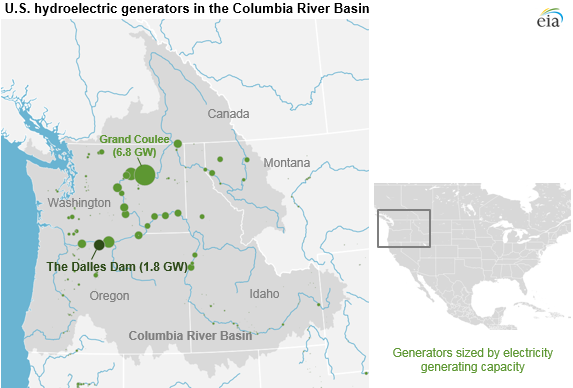
Carte des centrales hydroélectriques du bassin du fleuve Columbia.

Les États du nord-ouest, comme le Washington, l'Oregon et l'Idaho, comptent plusieurs bassins hydrographiques aménagés, en particulier celui du fleuve Columbia ; la construction des barrages du bassin versant du Tennessee par la Tennessee Valley Authority (TVA) figure parmi les réalisations marquantes du New Deal du président Franklin Delano Roosevelt.
| État | Production 2024* | % de la prod. nationale | Pompage* | Prod. totale* | % hydro* |
| Washington | 60 456           | 25,0 %                  | 2        | 101 535       | 59,5 %   |
| Californie | 30 549           | 12,6 %                  | -100     | 214 131       | 14,2 %   |
| New York | 28 465           | 11,8 %                  | -410     | 131 671       | 21,3 %   |
| Oregon | 26 144           | 10,8 %                  | -        | 63 229        | 41,3 %   |
| Alabama | 8 722            | 3,6 %                   | -        | 143 219       | 6,1 %    |
| Montana | 8 616            | 3,6 %                   | -        | 26 365        | 32,7 %   |
| Idaho | 8 219            | 3,4 %                   | -        | 18 403        | 44,7 %   |
| Tennessee | 8 040            | 3,3 %                   | -571     | 75 426        | 9,9 %    |
| Arizona | 5 226            | 2,2 %                   | 69       | 116 227       | 4,6 %    |
| Caroline du Nord | 4 529            | 1,9 %                   | -        | 135 600       | 3,3 %    |
| Dakota du Sud | 4 214            | 1,7 %                   | -        | 20 503        | 20,6 %   |
| Kentucky | 3 949            | 1,6 %                   | -        | 67 029        | 5,9 %    |
| Total USA | 242 226          | 100 %                   | -5 900   | 4 304 039     | 5,5 %    |
| * Production 2024 : production des centrales conventionnelles de taille commerciale en 2024. Pompage : production nette des centrales de pompage-turbinage. Prod. totale : production totale d'électricité de l'État (hors petits producteurs). % hydro : part de l'hydroélectricité (conventionnelle+pompage). |                  |                         |          |               |          |

## Politique énergétique
L'hydroélectricité est la seule ressource énergétique renouvelable dont la licence soit accordée au niveau fédéral. Elle est également soumise à des contrôles au niveau des États et au niveau local. Le Congrès envisage des réformes pour moderniser ces procédures d'autorisation. Les politiques varient d'un état à l'autre.
L'Energy Policy Act de 2005 accorde un « crédit d'impôt pour la production d'électricité de source renouvelable » (Renewable Energy Production Tax Credit : en 2013, 2,3 cents par kWh pendant dix ans), pour toute extension de capacité ou amélioration apportant un gain de production hydroélectrique. D'autres aides sont accordées sous forme de garanties d'emprunts, de prêts fédéraux pour les projets d'énergies renouvelables (Clean Renewable Energy Bonds) ou pour l'efficacité énergétique (Qualified Energy Conservation Bonds). Au niveau des États, les Renewable portfolio standards (normes de portefeuille renouvelable) sont des réglementations qui fixent aux fournisseurs d'électricité (public utilities) des objectifs de part renouvelable dans leurs approvisionnements ; 24 États ont imposé ces normes, qui incluent l'hydroélectricité dans tous les cas.
Au début de 2014, le président Obama a ratifié deux lois visant à simplifier le processus d’approbation de petites installations hydroélectriques pour les infrastructures hydrauliques existantes : l’Hydropower Regulatory Efficiency Act relève le seuil de capacité des centrales hydroélectriques admissibles à une exemption de permis de 5 à 10 MW pour les sites dotés d’infrastructures hydrauliques existantes ou pour ceux présentant un potentiel hydroélectrique naturel.
En 2018, le Congrès a approuvé un « Water Infrastructure Act » dont plusieurs dispositions faciliteront le déploiement de l'hydroélectricité.
En novembre 2021, le Parlement vote le « House Infrastructure and Investment Jobs Act » qui inclut 909 millions $ de crédits pour l'hydroélectricité, le pompage-turbinage et les énergies marines, ainsi qu'un programme de subventions de 553 millions $ pour soutenir la résilience du réseau, améliorer la sûreté des barrages et les aménagements environnementaux des aménagements hydroélectriques ; un programme de subventions de 125 millions $ incitera à ajouter des installations hydroélectriques aux barrages non-électrogènes existants et 75 millions $ pour améliorer l'efficience des centrales hydroélectriques.
La Loi sur la réduction de l'inflation de 2022 (IRA) reconnait le rôle critique de l'hydroélectricité dans la transition énergétique. Les crédits d'impôt créés par l'IRA réduiront les risques liés aux décisions d'investissement. Par ailleurs, le département de l'Énergie annonce un programme de 8 millions de dollars pour des technologies améliorant la flexibilité de l'hydroélectricité.
En 2024, le Département de l'Énergie des États-Unis (DOE) accorde 76 millions de dollars à 4 projets hydroélectriques, dont 3 en Alaska et un dans l'État de Washington. Le Grid Deployment Office du DOE annonce la sélection de 293 projets hydroélectriques dans 33 États qui recevront, dans le cadre de l'IRA, au total 430 millions de dollars pour des travaux de maintenance et d'amélioration.

## Principales centrales hydroélectriques conventionnelles

Grands barrages des États-Unis
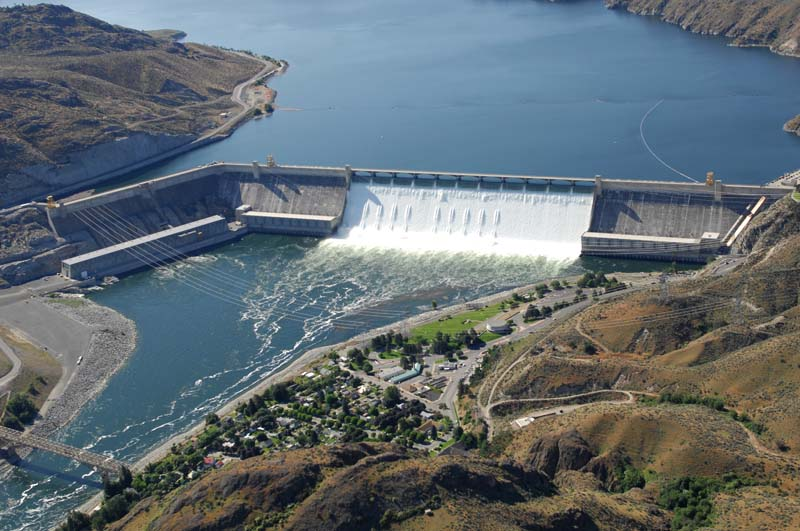
Barrage de Grand Coulee sur la Columbia, 2011.
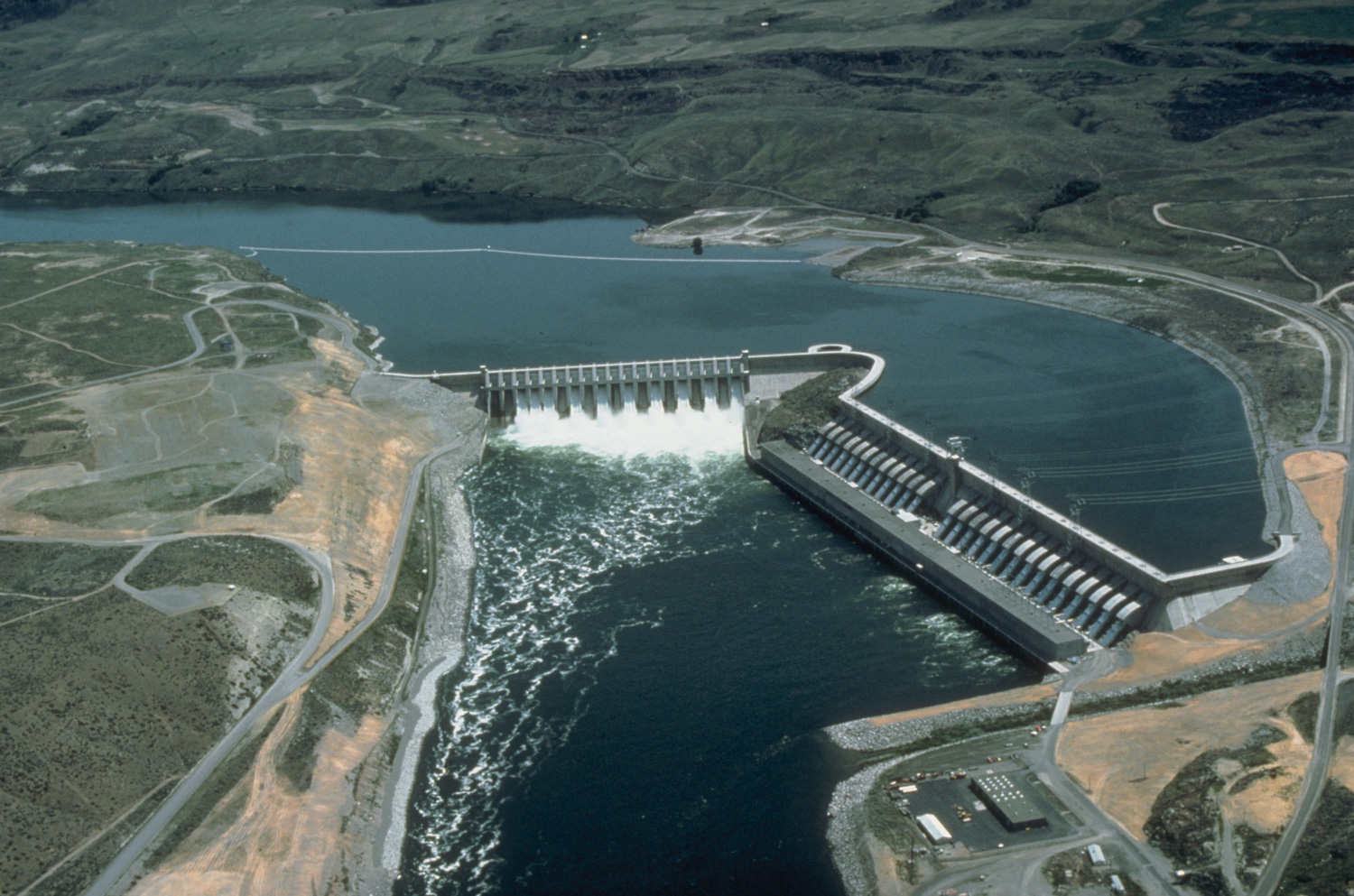
Barrage de Chef Joseph sur la Columbia.
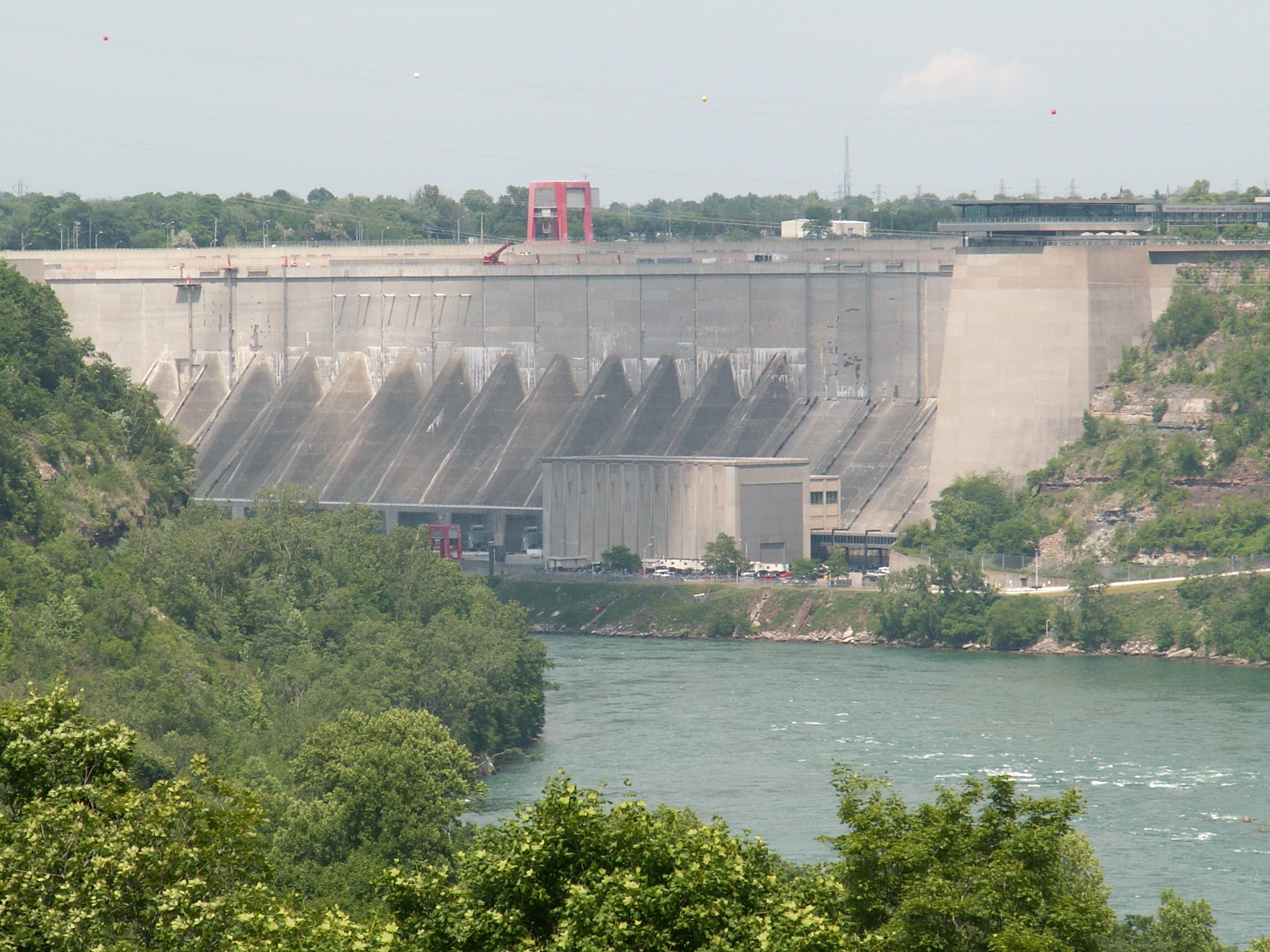
Centrale hydroélectrique Robert Moses Niagara, 2005.
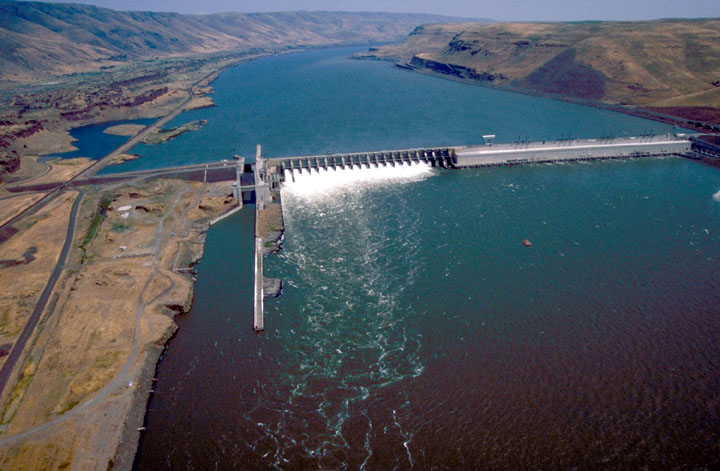
Barrage John-Day sur la Columbia, 2007.
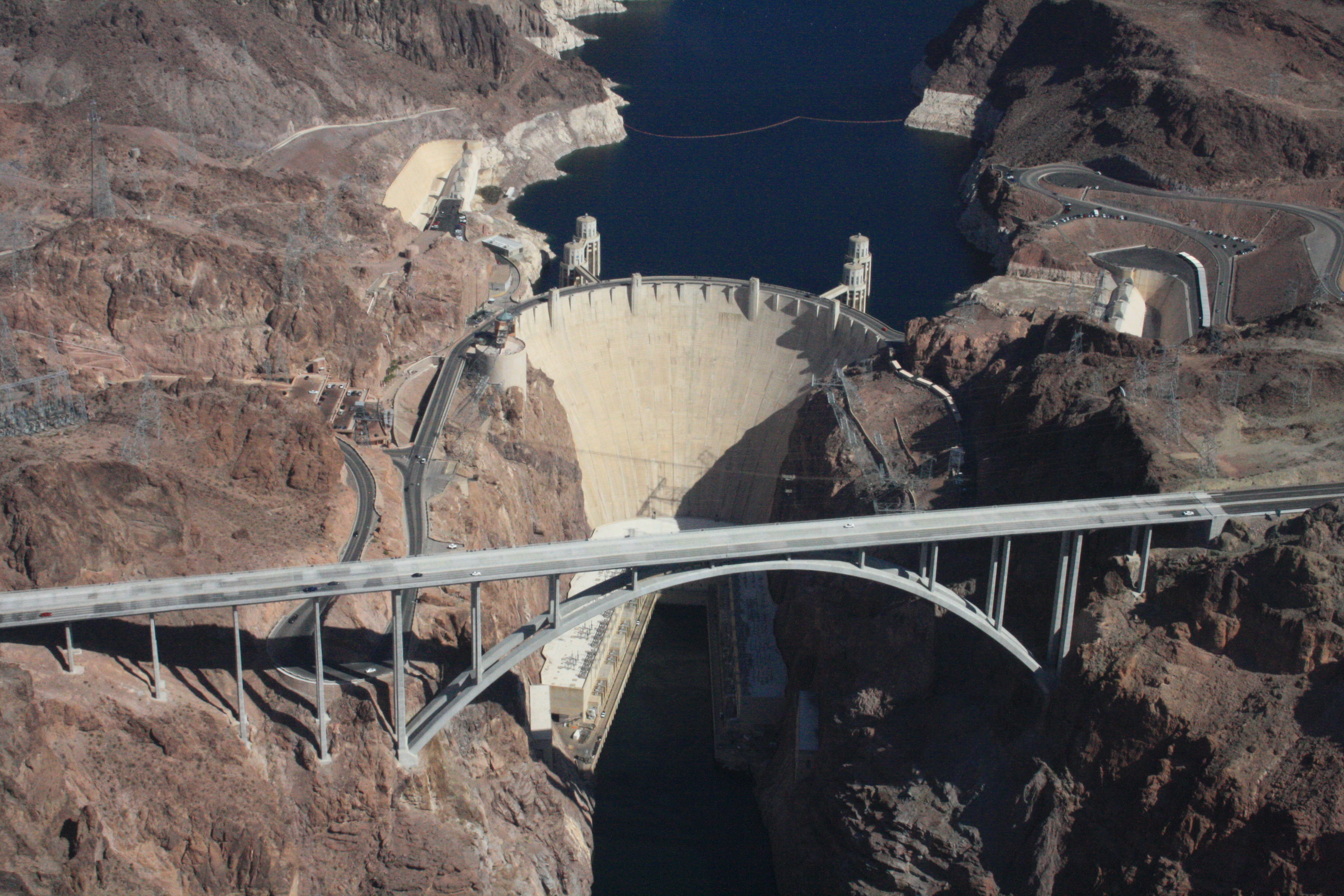
Barrage Hoover sur le Colorado, 2012.
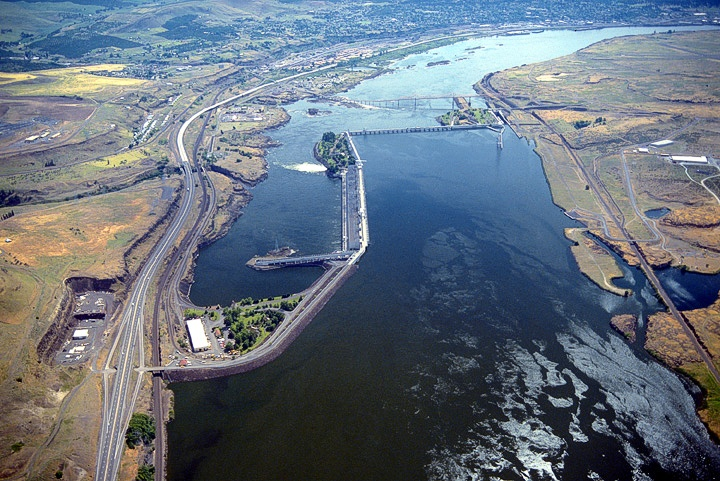
Barrage de The Dalles sur la Columbia entre les états de Washington (à droite) et de l'Oregon (à gauche), 2008.
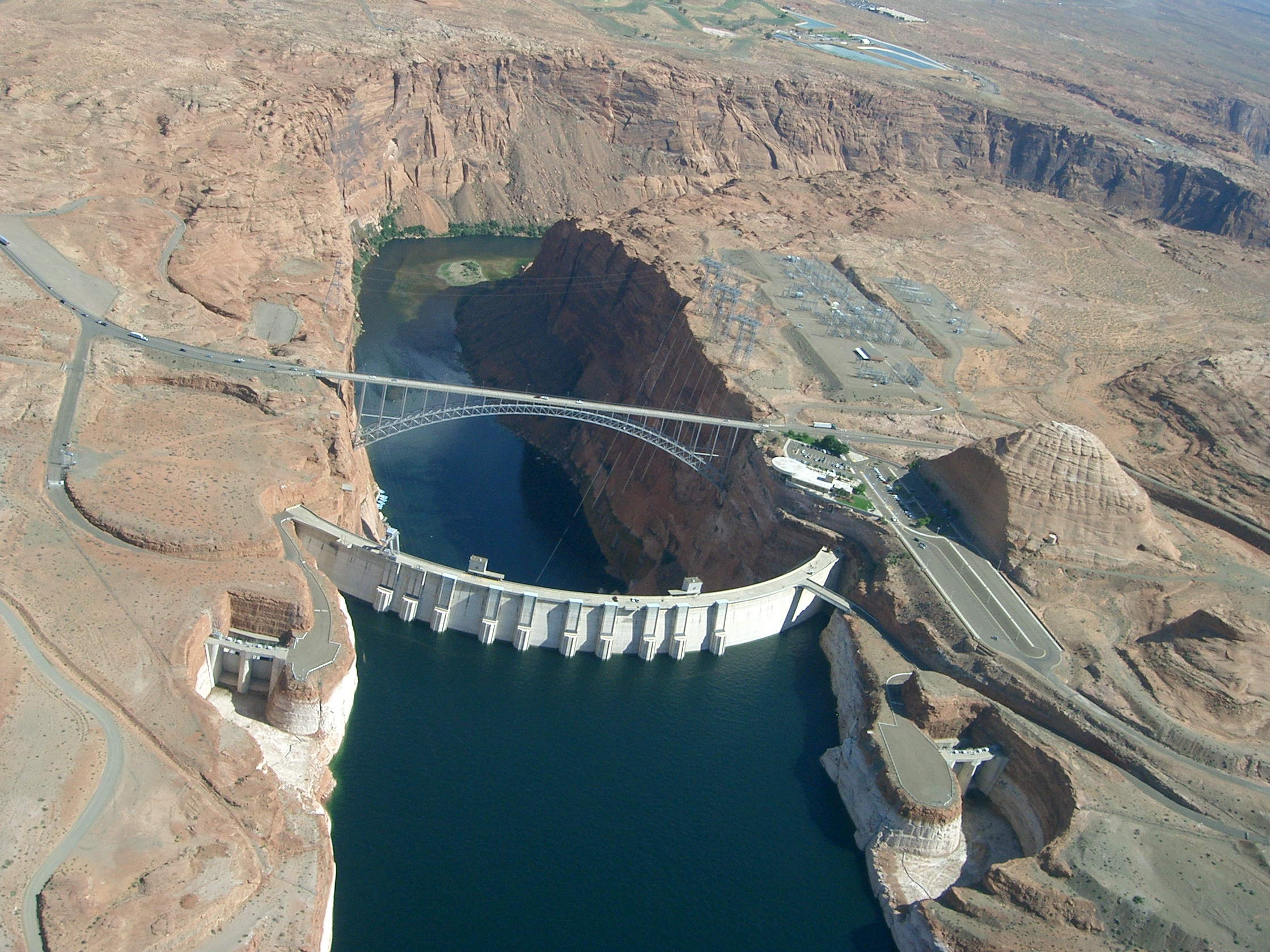
Barrage de Glen Canyon sur le Colorado, 2007.
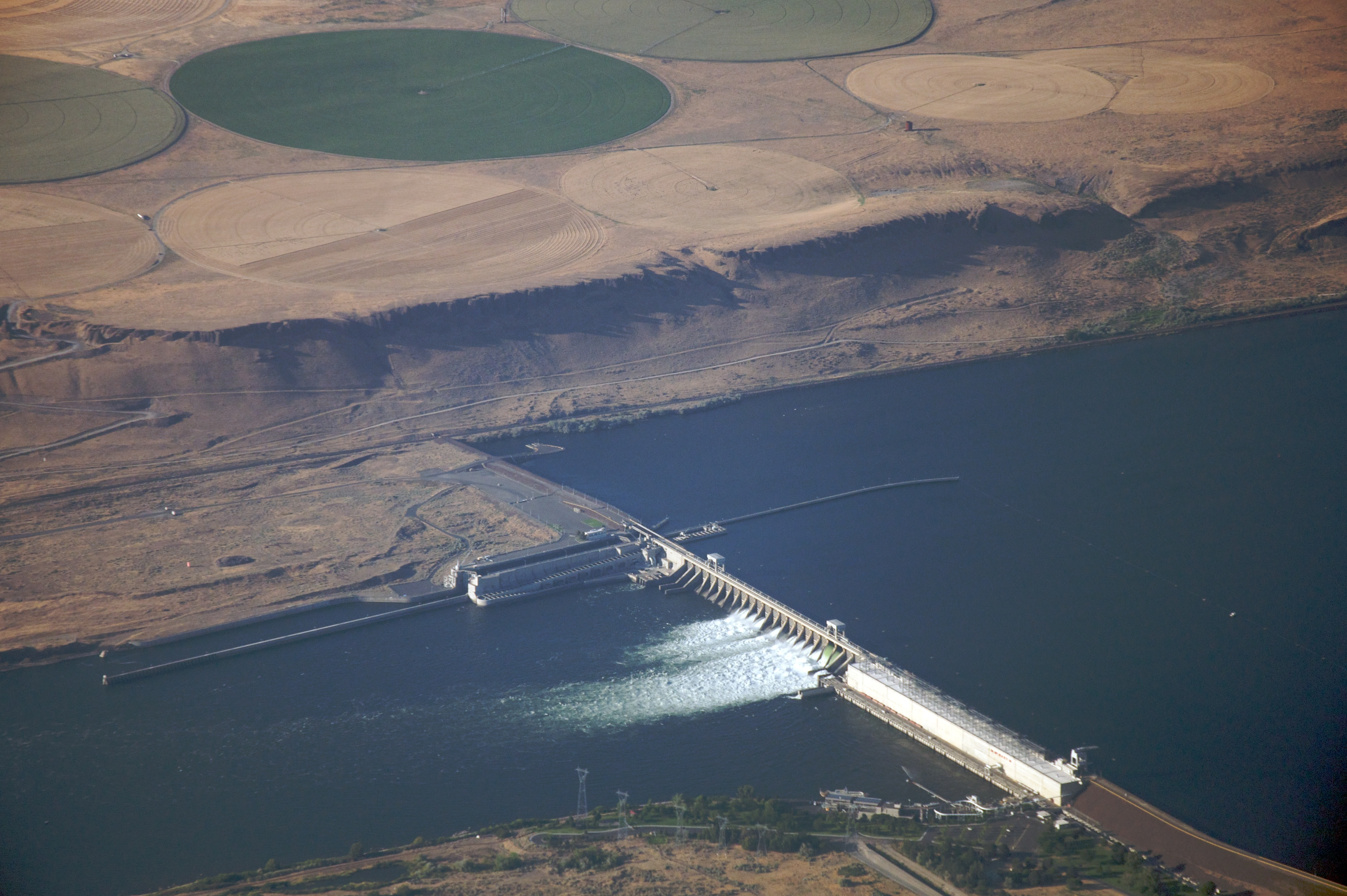
Barrage de McNary sur la Columbia, 2009.

| Nom                  | État              | Cours d'eau  | Construction | Puissance (MW) |
| Grand Coulee,        | Washington        | Columbia     | 1933-1980    | 6 809          |
| Chef Joseph          | Washington        | Columbia     | 1958-1979    | 2 620          |
| Robert Moses Niagara | New York          | Niagara      | 1957-1961    | 2 515          |
| John-Day             | Washington/Oregon | Columbia     | 1958-1971    | 2 160          |
| Hoover               | Arizona/Nevada    | Colorado     | 1931-1961    | 2 080          |
| The Dalles           | Washington/Oregon | Columbia     | 1952-1957    | 2 038          |
| Glen Canyon          | Arizona           | Colorado     | 1957-1964    | 1 320          |
| Rocky Reach,         | Washington        | Columbia     | 1956-1969    | 1 300          |
| McNary               | Washington/Oregon | Columbia     | 1947-1954    | 1 127          |
| Bonneville,          | Washington/Oregon | Columbia     | 1934-1981    | 1 092          |
| Wanapum,             | Washington        | Columbia     | 1959-1963    | 1 092          |
| Boundary             | Washington        | Pend Oreille | …-1967       | 1 024          |

## Centrales de pompage-turbinage
Les États-Unis se classent au 3e rang mondial en 2024 pour la puissance installée des centrales de pompage-turbinage avec 22 266 MW, soit 11,8 % du total mondial, derrière la Chine (58 690 MW ; 31 %) et le Japon (27 470 MW ; 14,5 %). En 2024, Duke Energy achève les travaux de mise à niveau de sa centrale de pompage-turbinage de Bad Creek (4 unités, 1 680 MW), qui ajoutent 320 MW de capacité de stockage.
En 2022, le National Renewable Energy Laboratory (NREL) estime le potentiel du pompage-turbinage aux États-Unis à 2 300 GW pour des capacités de stockage d'énergie de 10 heures.
En 2021, un projet de modernisation de la centrale de pompage-turbinage de Bad Creek en Caroline du sud a augmenté sa puissance de 70 MW.
En janvier 2020, l'administration a accordé trois licences pour 2 GW de nouveaux projets de pompage-turbinage et 22 GW supplémentaires ont reçu des autorisations préliminaires ; le principal obstacle au développement de ces projets est la difficulté à obtenir des financements à long terme.
Selon le Department of Energy (DOE), 35 GW pourraient être ajoutés d'ici 2050 en pompage-turbinage. La Chambre des Représentants a voté une loi promouvant les projets de pompage-turbinage et d'autres projets avec un budget de deux milliards de dollars. La FERC a autorisé le projet de Gordon Butte (400 MW) à Meagher County (Montana), dont la construction est prévue de 2018 à 2022.
Ils sont le 2e pays au monde, après la Chine, pour le nombre de centrales de pompage-turbinage de grande taille (1 000 MW et plus) : dix centrales d'une puissance totale de 14 323 MW. La plus puissante d'entre elles, qui est également la plus puissante du monde, est la centrale de Bath County (3 003 MW) en Virginie, à la frontière de la Virginie-Occidentale, mise en service en 1977 avec une puissance de 2 100 MW et complétée en 1985 ; de 2004 à 2009, ses six turbines Francis ont subi une mise à niveau, portant leur puissance unitaire à 500,5 MW.

Grandes centrales de pompage-turbinage des États-Unis
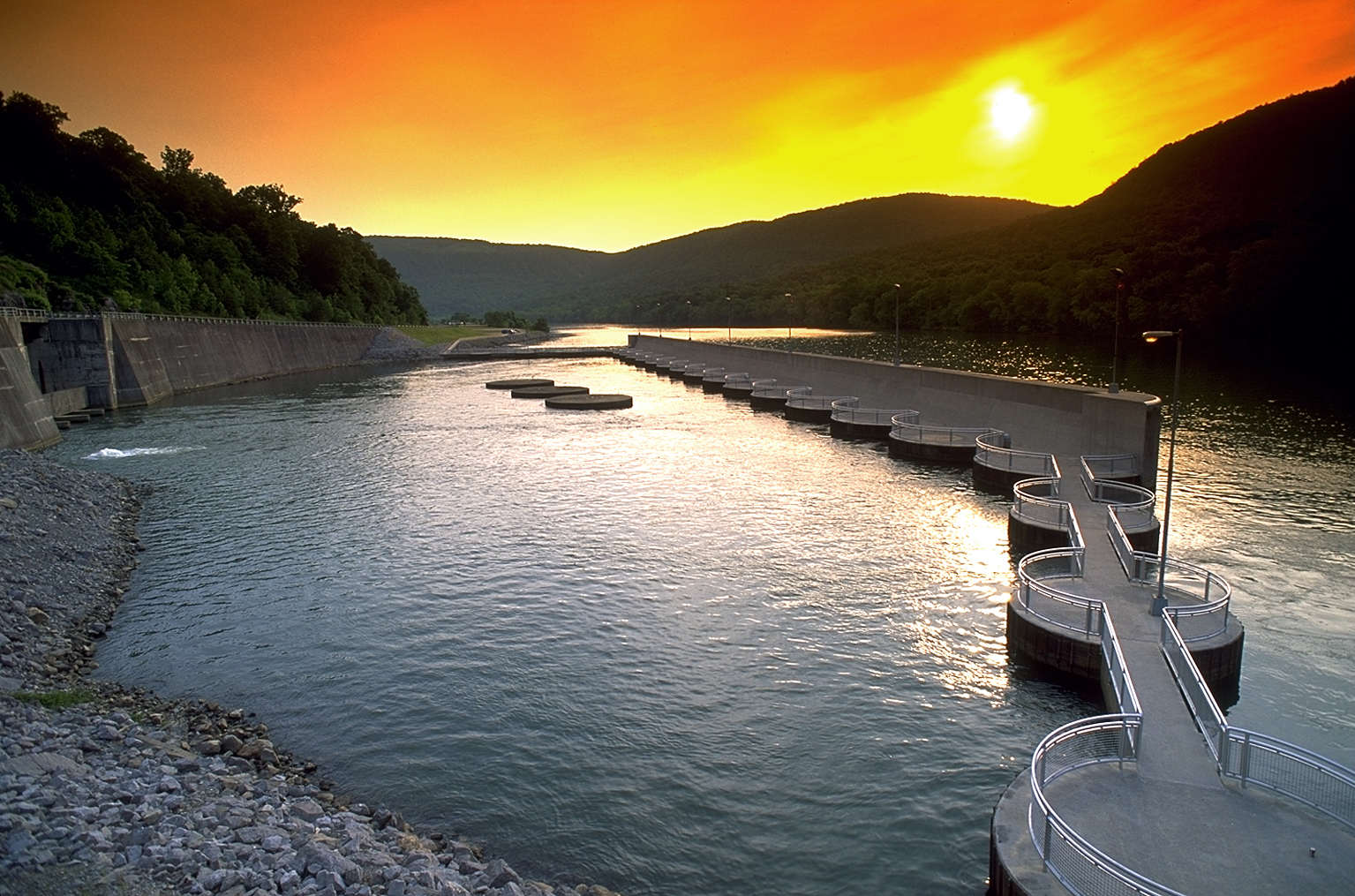
Centrale de Raccoon Mountain, Tennessee, 2013.
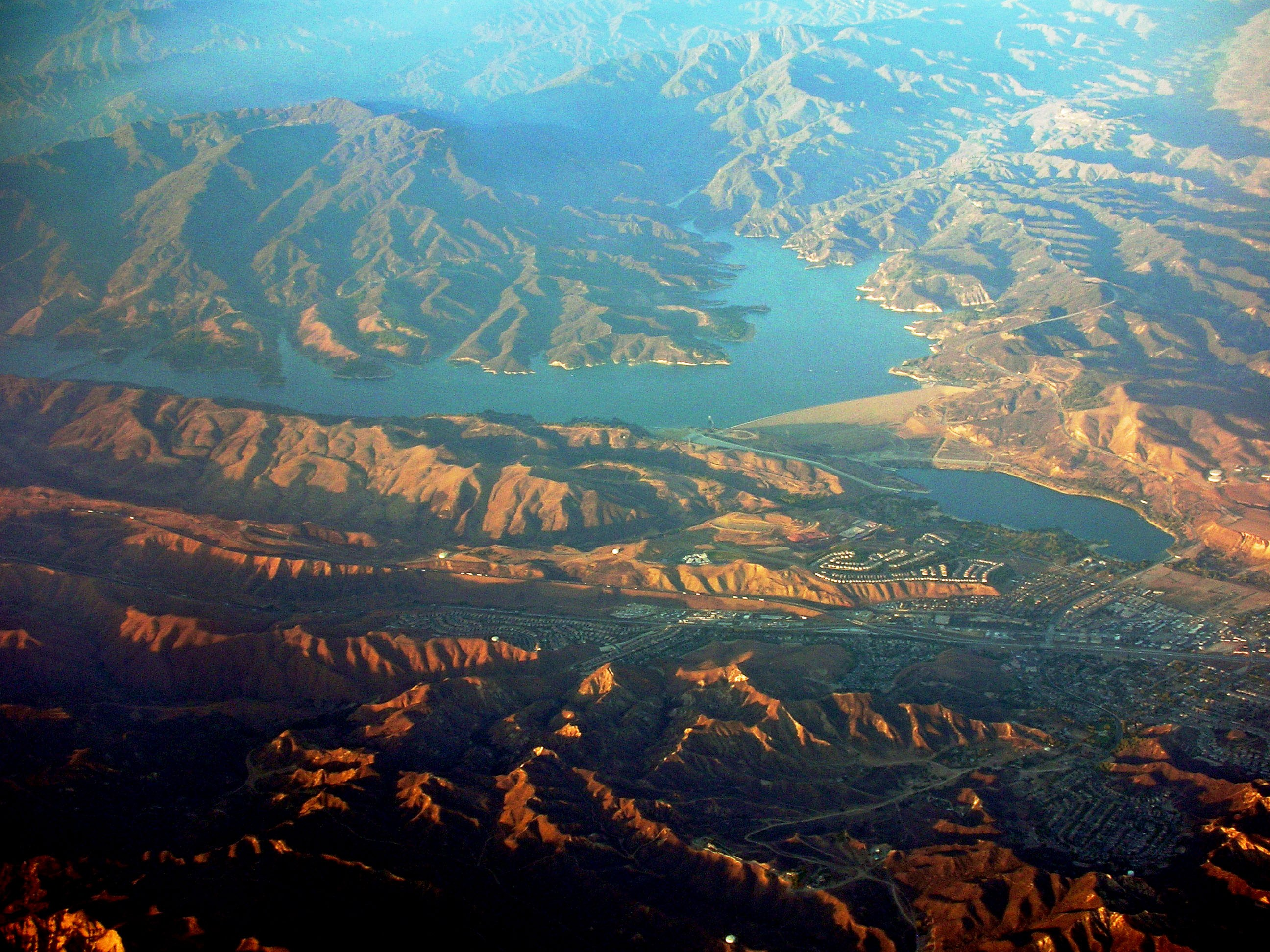
Centrale de Castaic, Californie, 2007.
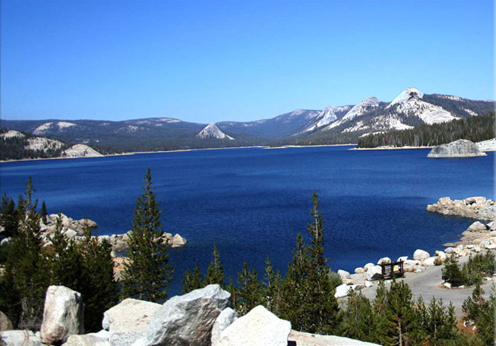
Réservoir supérieur de la centrale de Helms, Californie, 2012.
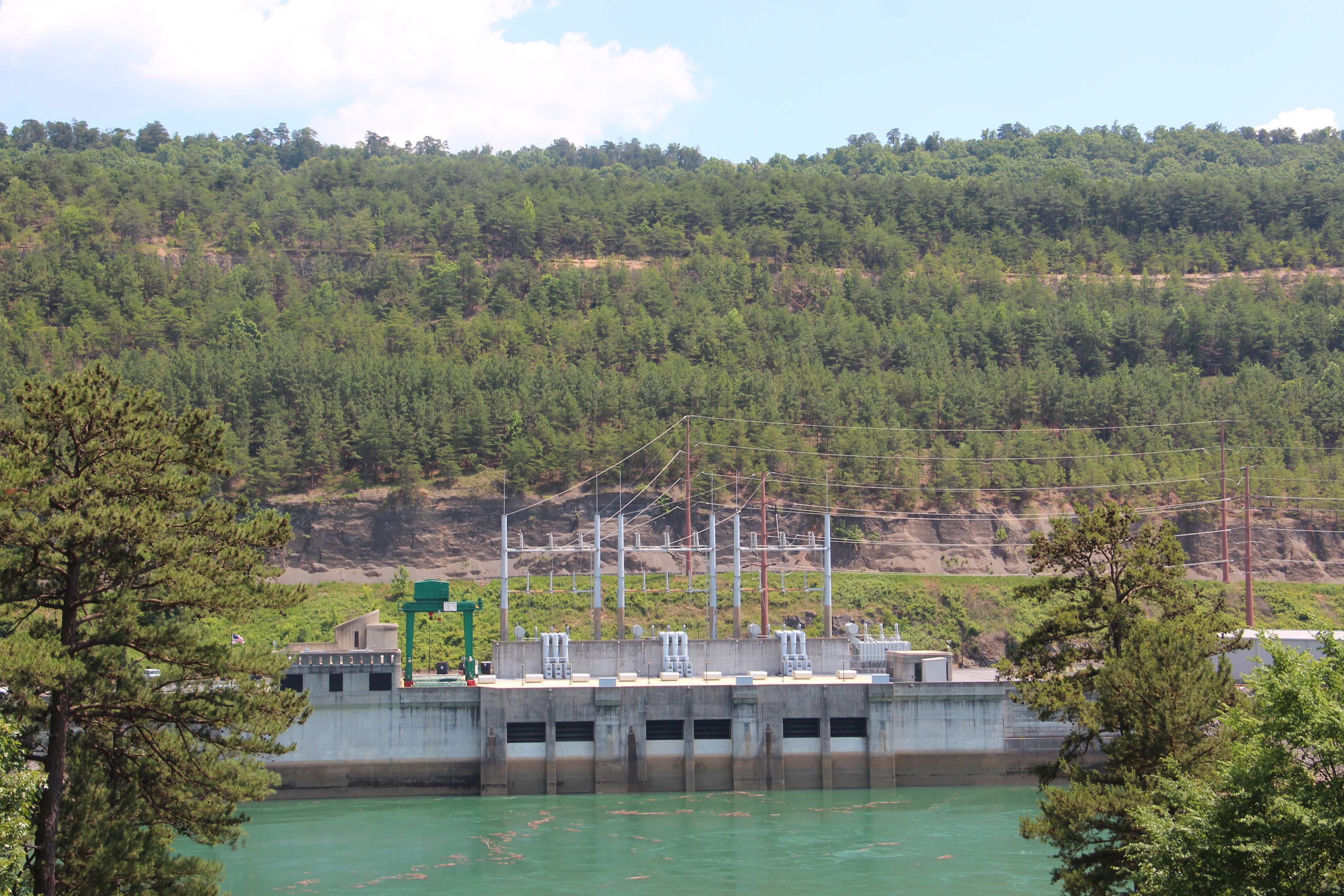
Centrale de Rocky Mountain, Géorgie, 2015.

| Nom                 | État            | Cours d'eau                                | Construction | Puissance (MW) |
| Bath County         | Virginie        | Back Creek, affluent de la rivière Jackson | 1977-1985    | 3 003          |
| Ludington           | Michigan        | Lac Michigan                               | 1969-1973    | 1 872          |
| Raccoon Mountain    | Tennessee       | Tennessee                                  | 1970-1978    | 1 652          |
| Castaic             | Californie      | Castaic Lake                               | 1973         | 1 507          |
| Helms               | Californie      |                                            | 1977-1984    | 1 200          |
| Blenheim-Gilboa     | New-York        | Schoharie Creek                            | 1973-2010    | 1 160          |
| Rocky Mountain      | Géorgie         | Heath Creek                                | 1977-1995    | 1 095          |
| Northfield Mountain | Vermont         | Connecticut                                | 1967-1972    | 1 080          |
| Muddy Run           | Pennsylvanie    | Susquehanna                                | …-1968       | 1 071          |
| Bad Creek           | Caroline du Sud | Lake Jocassee                              | …-1991       | 1 065          |